# Devid Tintori
Pour les articles homonymes, voir Tintori.
Devid Tintori, né le 6 novembre 1989 à Lucques (Toscane), est un coureur cycliste italien.

## Biographie
Devid Tintori naît le 6 novembre 1989 à Lucques en Italie.
Il effectue un stage chez Acqua & Sapone du 1er août au 31 décembre 2011. Il remporte la Coppa Giuseppe Romita, le Trofeo Comune di Lamporecchio et termine notamment troisième de la Ruota d'Oro. En 2013, il se classe troisième du Grand Prix de la ville d'Empoli. En 2014, il s'adjuge la Coppa Ciuffenna et termine deuxième du Tour d'Algérie, du Giro del Valdarno et du Trophée Rigoberto Lamonica.  Au cours de l'année 2015, il s'impose sur le Grand Prix de la ville de Vinci.
En 2016, il rejoint dans l'équipe continentale Differdange-Losch. Il termine notamment septième du Tour de Bihor et neuvième du Tour de Hongrie.

## Palmarès
- 2011
  - Coppa Giuseppe Romita
  - Trofeo Comune di Lamporecchio
  - 3e de la Coppa Comune di Castelfranco
  - 3e de la Ruota d'Oro
- 2012
  - 2e du Grand Prix de la ville de Vinci
- 2013
  - 3e du Grand Prix de la ville d'Empoli
- 2014
  - Coppa Ciuffenna
  - 2e du Tour d'Algérie
  - 2e du Giro del Valdarno
  - 2e du Trophée Rigoberto Lamonica
- 2015
  - Grand Prix de la ville de Vinci
  - 2e du Giro delle Due Province
  - 3e du Gran Premio Comune di Cerreto Guidi

## Classements mondiaux
| Année           | 2011 | 2012 | 2013 | 2014 | 2015 | 2016   |
| --------------- | ---- | ---- | ---- | ---- | ---- | ------ |
| UCI Europe Tour | 669e |      |      |      |      | 1 265e |
| UCI Africa Tour |      |      |      | 65e  |      |        |